# Partition (organologie)
Pour les articles homonymes, voir Partition.
La partition est l'opération initiale, primordiale, lors de la réalisation d'un accord sur instrument à clavier (ou tout instrument à sons fixes) qui permet à l'accordeur de piano, à l'harmoniste facteur d'orgue, au claveciniste, de construire les hauteurs d'un tempérament déterminé à partir d'une seule et unique note de départ grâce à l'écoute des battements d'intervalles le plus généralement de quintes, quartes, tierces, sixtes. Les notes calibrées au moyen de cette opération servent ensuite de modèle pour l'accord du reste des notes du clavier.   

## Principe
Toutes les notes de musique sont reliables par un cycle de quintes qui ne se referme pas totalement sur lui-même lorsque l'octave et la quinte sont acoustiquement purs (sans battement). Cette particularité détermine l'existence du comma pythagoricien et par suite implique la constitution des tempéraments. Ceux-ci permettent la réalisation de gammes cohérentes et utilisables en pratique avec un nombre limité de notes par octave. C'est du reste à ce qu'un enchaînement de 12 quintes équivaut, à un comma près, à 7 octaves mises bout à bout que les claviers d'instruments à sons fixes ont 12 notes par octave.
Les quintes, les quartes et tous les autres intervalles produisent des battements lorsqu'on se rapproche ou qu'on quitte leur valeur pure (sans battement); la rapidité ou l'absence de ces battements permet de calibrer l'intervalle selon le tempérament visé. Les battements se traduisent à l'audition par une fluctuation périodique de l'intensité du son perçu semblable à un vibrato. 
Dès l'antiquité les instrumentistes, joueurs de lyre, ont exploité ce fait pour accorder les quelques cordes de leur instrument. À partir d'une première corde tendue sans l'aide d'un diapason, « au sentiment » jusqu'à ce qu'elle sonne bien, les autres étaient accordées à partir de cette corde initiale par une succession de quintes ou de quartes. On ne sait que peu de chose sur la valeur acoustique réelle de ces quintes et de ces quartes (pures ou légèrement tempérées), néanmoins le principe était établi. Les premiers facteurs d'orgues de la période médiévale, en suivant quant à eux très précisément la tradition pythagoricienne pour la dimension de ces deux intervalles, firent de même pour accorder leurs tuyaux en se limitant, à l'origine, aux tons d'église c'est-à-dire en réalisant un accord pythagoricien tronqué, incomplet.

## En pratique
Les intervalles doivent être joués harmoniquement, c'est-à-dire que les deux notes les constituant sont jouées simultanément. L'écoute et le réglage de la rapidité des battements ou le constat de leur absence, lorsque celle-ci est nécessaire pour l'obtention du tempérament sélectionné, ne peut s'effectuer qu'à cette condition. En effet celui ou celle qui accorde doit pouvoir percevoir l'accélération, le ralentissement ou l'annulation des battements afin d'amener la rapidité de l'intervalle à la valeur voulue laquelle peut être, suivant le tempérament, égale à zéro.
Les intervalles sont écoutés généralement dans l'ambitus d'une octave laquelle est choisie, sur le clavier de l'instrument à accorder, en fonction de critères pratiques déterminés essentiellement par les performances de l'oreille humaine et par la note commune au diapason en vigueur. 
En effet les rapidités des battements ne doivent pas dépasser certaines valeurs minima et maxima en dehors desquelles toute appréciation et tout contrôle manquent de précision. Ces valeurs sont comprises entre :
- 0,5 battement par seconde à 5-6 battements par seconde environ pour les intervalles dont on doit apprécier la valeur absolue : quinte, quarte
- 0,5 battement par seconde à 15  battements par seconde environ pour les intervalles que l'on doit comparer entre eux : tierces, sixtes, 10e, 17e, etc.

Les accordeurs de piano expérimentés sont par exemple capables de comparer deux tierces dont les rapidités respectives ne diffèrent que de 0,5 battement par seconde à condition que les valeurs de ces rapidités soient comprises entre les extrêmes indiqués ci-dessus, ainsi : 
- La tierce fa2-la2 battant à 7 battements par seconde et la tierce fa#2-la#2 battant à 7,5 battements par seconde, toutes les deux appartenant dans cet exemple au tempérament égal.

Dans la pratique courante une personne qui accorde compare bien plus qu'elle ne mesure.
Outre la sélection du numéro d'octave où les valeurs de battements d'intervalles du tempérament choisi sont comprises dans les limites exposées plus haut, ces contraintes imposent des ordres préétablis et des choix dans les intervalles employés pour permettre de meilleures évaluations et comparaisons; de fait, les procédures diffèrent :
- selon le tempérament à réaliser (égal ou inégal)
- selon les caractéristiques spectrales de l'instrument à accorder (harmonique ou inharmonique)
- selon des traditions orales variables au sein des différents pays (pour les accordeurs de piano).

### Procédure élémentaire
Principalement appliquée pour la réalisation du tempérament égal, c'est la plus simple à expliquer mais aussi la plus imprécise. Dite partition en chaîne elle consiste, en partant de la note donnée par le diapason en vigueur, de parcourir toutes les notes de l'octave de la partition par une succession de quintes et de quartes alternées en réglant le plus précisément possible leur rapidités respectives de battements, calculées par rapport à la fréquence du diapason utilisé et du tempérament souhaité. Ainsi par exemple, en repartant à chaque fois de la note nouvellement accordée :
- La-Mi (quinte), Mi-Si (quarte), Si-Fa# (quinte), Fa#-Do# (quarte), Do#-Sol# (quinte), Sol#-Ré# (quarte) etc.

Le dernier intervalle (quarte ou quinte en fonction de l'intervalle de départ), aboutissant à l'octave de la note initiale, sert en principe de preuve. Mais, comme le souligna judicieusement Pierre-Marie Hamel (1786-1879) juge au tribunal de Beauvais, éminent expert organier, on peut faire « des erreurs qui se compensent et arriver exactement au dernier terme ». Autrement dit cette « preuve » (quinte ou quarte) ne vaut strictement rien.
Cette procédure et ses variantes à base d'octaves et de quintes (au lieu de quintes et quartes) eut, malgré son manque de précision notable, une singulière fortune lors de l'établissement progressif du tempérament égal dans la vie musicale. Son emploi perdure encore de nos jours dans la pratique de quelques harmonistes qui n'emploient pas de fréquencemètres perfectionnés ou de logiciels d'accord.
Il faut cependant observer qu'à l'orgue, les sons étant tenus autant de temps que l'harmoniste ou l'aide harmoniste tient les touches enfoncées, l'évaluation des rapidités de battements peut s'effectuer plus facilement à condition d'y passer le temps voulu. Toutefois la plupart des facteurs d'orgue utilisent actuellement le fréquencemètre même pour les tempéraments inégaux.
L'imprécision de cette méthode prend toute son ampleur dans le cas de l'accord du piano en raison de l'extinction des sons après l'attaque sur le clavier réduisant le temps d'écoute et de contrôle, mais bien plus encore du fait de l'inharmonicité structurelle de cet instrument laquelle inharmonicité induit des décalages parfois prononcés par rapport aux rapidités de battements calculées. Ces constats, irréductibles, ont poussé les accordeurs de piano à la mise au point de méthodes plus sophistiquées, plus efficaces, dont la genèse semble remonter à l'ouvrage de Claude Montal (1800-1865) : Abrégé de l'art d'accorder soi-même son piano  Meissonnier, 1834, traduit en allemand dès l'année suivante à Mayence; l'éditeur B. SCHOTT fit en effet traduire ce traité dès janvier : Kurzgelfasste Anweisung das Fortepiano Selbst Stimmen Zu Lernen, Mainz, Ed. Schott, in-8°, 1835.

### Procédures élaborées
Dans son célèbre traité de facture d'orgue Dom Bedos décrit  une procédure plus complexe pour la réalisation d'un tempérament mésotonique modifié. Cette procédure fait appel aux 8 tierces pures de ce tempérament (sauf une qui, dans la version de Dom Bedos, bat très lentement) qui servent chacune de preuve à l'enchaînement au maximum de 4 quintes consécutives voire moins en cours de procédure (alternées avec des octaves) au lieu de systématiquement 12 dans la partition en chaine. D'une preuve bien incertaine dans la partition élémentaire, on dispose de 8 preuves beaucoup plus sûres dans la partition de Dom Bedos appliquée pour sa version d'un mésotonique modifié. Dans sa procédure Dom Bedos n'emploie pas les quartes, mais se sert des octaves et des quintes. Cette procédure et ses quelques preuves préfigure celles qui seront employées à partir du XIXe siècle pour le tempérament égal appliqué au piano grâce aux écrits de Claude Montal lequel fit un constat sans concession des usages et approximations relevés dans la pratique des rares accordeurs de son temps.
La grande majorité des tempéraments inégaux recensés est de réalisation assez facile dans la mesure où ces tempéraments sont constitués en grande partie d'intervalles acoustiquement purs (sans battement) dont le contrôle est par conséquent extrêmement aisé. Les quintes, quartes et tierces pures, en plus ou moins grand nombre suivant le tempérament, permettent de constituer des points d'appui ou points d'ancrage très fiables sur lesquels la personne qui accorde peut se réfèrer pour tempérer les autres intervalles bouclant le cycle des quintes et il y a quasiment autant de procédures que de tempéraments inégaux.   
L'utilisation de plus en plus fréquente du tempérament égal lequel, ne possédant aucun intervalle acoustiquement pur du fait de sa constitution hormis l'octave (ou la quinte dans le cas du tempérament Cordier) posera, quant à lui, beaucoup de problèmes de réalisation aux facteurs d'instruments et aux praticiens de l'accord. Devant ces difficultés de mise en œuvre beaucoup se tourneront d'abord vers l'emploi du monocorde et de ses dérivés tel: 
- le sonométre (1698) de Étienne Loulié (1637-1702)

ou plus tard vers des appareils à tempérer tels:
- le diapasorama (1825) réactualisation par Matrot d'une invention anglaise constituée de 12 diapasons.
- le chronamètre (vers 1827) de Roller et Blanchet facteur de piano, monocorde gradué avec chevalet mobile, à corde frappée.
- le tonomètre (1834) de Henri Scheibler (1777-1838).
- le  métroton (1844) du facteur d'orgue Jean Nicolas Jeanpierre (1811-1873).
- la "partition" de Léon Pinet, série d'anches d'harmonium, pré-accordées fixées sur bâti, et alimentée par soufflet au pied.

Le métroton de Jeanpierre présenté à l'exposition nationale de Paris de 1844 (mention honorable) semble avoir été l'appareil à tempérer, parmi ceux mentionnés, le plus efficace quoique construit en un seul exemplaire à l'usage exclusif du facteur de Rambervillers. Le rapport d'expertise de l'orgue Jeanpierre (1848) de Taintrux dans le département des Vosges mentionne : « toutes les quintes également diminuées ». La plupart des orgues anglais de la même période étaient accordées dans des tempéraments inégaux et ce jusque vers 1870. En France, pour ne citer qu'un exemple, l'orgue Clicquot de la cathédrale de Poitiers ne fut mis au tempérament égal qu'en 1871 par Joseph Merklin. 
L'énumération de tous ces dispositifs, dont la liste n'est pas exhaustive, met en évidence les très grandes difficultés de réalisation du tempérament égal lequel n'a vraiment été obtenu que dans la première moitié du XIXe siècle sous l'impulsion, en France, de Claude Montal.

### Particularités au piano
Progressivement, devant la relative inefficacité de la plupart des appareils à tempérer disponibles, l'usage et la multiplication des preuves dans les procédures de partition vont se sophistiquer, à l'image des méthodes rationnelles de Montal, afin de permettre une réalisation de plus en plus rigoureuse rendue nécessaire par les caractéristiques inharmoniques du piano dont la prédominance dans la vie musicale ira en s'accentuant au XIXe siècle. 
Le piano est, dans la majorité des cas, effectivement accordé au tempérament égal. Mais il s'agit de la version acoustique de ce tempérament et non de la version fréquentielle lesquelles divergent plus ou moins considérablement en présence d'inharmonicité. De fait toute mesure de fréquences effectuée sur un piano, après son accord par un technicien expérimenté, montrera des décalages en regard des fréquences calculées de ce tempérament ce qui est strictement normal dès qu'on tient compte des effets, pris au sens large, de l'inharmonicité des cordes. De plus des phénomènes d'influence des chevalets et de la table d'harmonie, viennent modifier les fréquences produites, principalement dans la tessiture grave du piano. Ce qui explique de nombreuses divergences de vue, à la suite de ces mesures, quant à la réalisation réelle du tempérament égal au piano. 
En effet, cette inharmonicité induit d'importants décalages acoustiques qui modifient en conséquence les couleurs et les hauteurs réellement produites par les intervalles. De plus se superpose à cette inharmonicité une structure évolutive en partiels audibles qui passent de 49 environ sur la note la plus grave du piano à 2 partiels seulement sur les notes de la dernière octave aigüe. La perception de la hauteur des sons est directement liée à la quantité de partiels émis par les cordes même si, au piano, les effets de cet appauvrissement (sons perçus légèrement plus bas) sont en partie compensés par l'accroissement progressif du taux d'inharmonicité des cordes lorsqu'on s'achemine vers l'aigu du clavier. Il en résulte ces contradictions entre le mesuré et l' entendu. Le piano étant destiné à être écouté par l'oreille et non par des machines, ces contradictions apparentes s'évanouissent devant le savoir-faire des accordeurs expérimentés lesquels ne retiennent que le bon dosage des battements entre partiels sans se soucier des fréquences réalisées des sons fondamentaux (1er partiel) dont l'oreille ne tient aucun compte pour juger de la bonne hauteur d'une note. De là des méthodes sophistiquées de comparaison entre intervalles calquées sur celles de Montal permettant de s'émanciper du simple copiage de fréquences standards tout en inscrivant le tempérament dans les taux variables d'inharmonicité propres à chaque piano (pouvant varier avec le vieillissement des cordes et le calcul initial du plan de corde de chaque modèle). Le tempérament égal doit par conséquent être identifié au piano lorsqu'une progression parfaite des rapidités de battements d'intervalles a été réalisée du grave à l'aigu du clavier indépendamment d'un relevé de fréquences aussi précis soit-il.
Les tempéraments inégaux sont de ce fait susceptibles d'être « trahis » sur un piano par une application un peu trop simpliste ne tenant pas compte des conséquences acoustiques et musicales de l'inharmonicité, inexistante à l'orgue, faible au clavecin, proéminente au piano. En raison de ces caractéristiques intrinsèques le piano a précipité l'usage du tempérament égal dans un monde musical de plus en plus enclin à la liberté totale de modulation.

### Particularités à l'orgue
Si l'orgue n'est pas sujet aux problèmes d'inharmonicité, d'autres phénomènes doivent être connus et maîtrisés par l'harmoniste. Des phénomènes d'attirance entre tuyaux peuvent modifier les rapidités de battements. Également la présence physique de l'harmoniste, se penchant au-dessus de la tuyauterie de l'orgue pour y pratiquer les ajustements, peut rendre la réalisation de la partition problématique en perturbant l'environnement des tuyaux. Cependant les harmonistes expérimentés connaissent tous ces phénomènes et, par exemple, n'utilisent jamais la tierce majeure pour construire la partition mais seulement comme point de repère et comme preuve ultime. Les deux tuyaux composant la tierce sont quasiment côte à côte sur des sommiers diatoniques et peuvent s'influencer considérablement. Les intervalles de quintes et quartes sont en général plus sûrs car composés de tuyaux éloignés sur des sommiers diatoniques usuels (avec tuyaux de basses aux extrémités) les tuyaux les composant étant placés aux côtés opposés du sommier et s'influençant moins de par cette implantation à distance. Les tuyaux d'une octave sont placés quant à eux du même côté d'un sommier normal diatonique, l'octave peut de ce fait  présenter elle aussi ces problèmes d'entrainement. Les harmonistes complètent donc leurs contrôles avec des doubles octaves (3 tuyaux ensemble) voire triples octaves (4 tuyaux ensemble) ainsi que par la complémentarité quarte-quinte (égalité de rapidité de battement, lorsque l'octave est bien calibrée, quelle que soit la position fréquentielle de la note médiane : par exemple Do2 Fa2 Do3).